# Holosíjivskyj Nationalpark
Holosíjivskyj Nationalpark (ukrainsk: Націона́льний приро́дний парк «Голосі́ївський») er en beskyttet rest af skov omgivet af byområdet i byen Kyiv, i Ukraine. Den ligger i Kiev-bakkerne, ved Dnepr-højlandet, det nordlige Dnepr-lavland og steppezonen i Dnepr-provinsen på venstre bred, i Holosíjivskyj rajon. Dets samlede areal er 4525,52 hektar, hvoraf 1879,43 hektar er i permanent brug. Det forvaltes af Ukraines Ministerium for Økologi og Naturressourcer.
En række landskaber, betydelig biodiversitet, søer og vådområder samt historiske, kulturelle og etnografiske monumenter giver stor betydning for videnskabelig forskning, overvågning af økosystemer og bevaring samt lokalbefolkningens brug af økologiske stier i parkens område.

## Topografi
Parken består af flere adskilte skove beliggende i den sydlige del af byen Kyiv. Parkområdet hører til skov-steppezonen, med dets hovedområde dækket af skov, 4.232,8 hektar (mere end 90% af området). Vådområder udgør 66,2 ha, og de resterende 45,9 ha er vand.
Som et toponym er det første gang nævnt i 1541 som et domæne under Petjerskaklostret . I 1617 var der en khutir (bygd) Holosiivskyi. Området ligger mellem Kiev-kvarterer som Demiivka, Teremky, Feofania, Mysholovka, Dobryi Shlyakh, Pyrohiv, Samburky og Kytayiv .
Efter de sovjetiske forfølgelser mod religion blev der i de tidligere klosterområder etableret et lokalt landbrugsinstitut, som tidligere var en del af Kijev polytekniske institut (i dag Nationaluniversitet for liv og miljøvidenskab i Ukraine). I 1950'erne-1960'erne på nogle områder af Holosiiv-skoven blev der oprettet udstillingcenter, Expocenter i Ukraine og Rylskyi Holosiiv City Park. Senere blev der bygget flere institutioner under det nationale videnskabsakademi.
Dens sydvestlige dele blev udviklet til et separat Feofania-kvarter, der var kendt som en bosættelse for Sankt Michael Kyiv-klosteret. Feofania er adskilt fra Holosiiv af Europavej E40, der mellem Pyrohiv og Vita-Lytovska passerer hovedryggen af Kyiv-bakkerne og drejer mod nord mod byens centrum langs Dnepr-dæmningen.

## Økoregion og klima
Parken ligger i den østlige udkant af økoregionen den centraleuropæiske økoregion for blandede skove, og møder den vestlige del af den østeuropæiske skovsteppe- økoregion.
Klimaet i Holosíjivskyj er fugtigt kontinentalt klima (Köppen klimaklassificering (Dfb)). Dette klima er kendetegnet ved store temperatursvingninger, både dagligt og sæsonmæssigt, med milde somre og kolde, snedækkede vintre.

## Flora og fauna
Parkens flora omfatter 650 arter af karplanter, 118 arter af mos og mere end 60 arter af svampe. Nogle af disse arter har bevaringsstatus på internationalt, nationalt eller regionalt niveau. Blandt de karplanter, der vokser i parken, er 5 arter opført i bilag I til Bernerkonventionen om bevaring af europæisk dyreliv og naturlige levesteder, 1 art på den europæiske regionale rødliste, 24 arter i Ukraines røde bog (rødliste) og 29 arter er regionalt sjældne.
Faunaen består af 31 arter af terrestriske bløddyr, 190 arter af insekter og 181 arter af hvirveldyr (21 arter af benfisk, 10 arter af padder, 6 arter af krybdyr, 100 arter af fugle og 44 pattedyrarter ). Parken er repræsenteret af en række hvirveldyr og hvirvelløse dyr, der er beskyttet internationalt, nationalt og regionalt:
- 9 arter er på IUCNs rødliste (4 hvirveldyr og 5 hvirvelløse dyr);
- 93 arter er i bilag II til Bernerkonventionen (henholdsvis 89 og 4);
- 11 arter er opført i Washington-konventionen ;
- 46 arter er i Bonn-konventionen (EUROBATS-aftalen - 10 arter, AEWA - 11 arter);
- 13 arter er på den europæiske rødliste (henholdsvis 4 og 9);
- 2 arter tilhører den europæiske rødliste over sommerfugle;
- 35 arter er i Ukraines Røde Bog (20 hvirveldyr og 15 hvirvelløse dyr);
- 11 hvirveldyrarter er på listen over arter, der er beskyttet i Kiev.[2]

Blandt National Red Book-arter af hvirveldyr i parken er der: Smaragdfirben, glatsnog, slangeørn, stor skrigeørn, huldue, mellemflagspætte, millers spidsmus, sydflagermus, troldflagermus, kuhls pipistrelle, pipistrelflagermus, dværgflagermus, brunflagermus, leislers flagermus, langøret flagermus, skimmelflagermus, vandflagermus, lækat, ilder og odder. Blandt de nationale rødlistearter af hvirvelløse dyr er der: Stor pupperøver, hjortebiller, moskusbille, eremitbille, poppelsommerfugl, svalehale, guirlandesommerfugl, mnemosyne, terningsommerfugl, blåt ordensbånd, tømrerbi og mammuthveps .
Parken har talrige ældgamle ege, primulaer og farverige kaskader af damme ved navn Nutwoods, Kitaevsky og Didorivsky.

## Seværdigheder
De vigtigste historiske og kulturelle attraktioner er placeret i nationalparken og tæt på den er:
- Hellige trenenigheds kloster (med gamle huler), 18. og 20. århundrede.
- Hellige beskyttelseskloster , grundlagt i det 17. århundrede, genopbygget i slutningen af det 20. og begyndelsen af det 21. århundrede.
- Videnskabsakademiet Astronomiske Observatorium, hvor en del af bygningerne blev bygget i henholdsvis 1841-1845.
- Kompleks af bygninger fra Landbrugsakademiet , bygget i 1925-1931.
- Et fragment af Kyivs befæstning, - en kæmpe befæstning med en længde på 85 km, som er bygget i løbet af 1929-1935. Det befæstede område dækkede Kyiv i halvcirkler, der læner sine flanker mod Dnepr-floden.